# کلیر کری
کلیر کری (انگلیسی: Clare Carey؛ زادهٔ ۱۱ ژوئن ۱۹۶۷) یک هنرپیشه اهل ایالات متحده آمریکا است. وی از سال ۱۹۸۷ میلادی تاکنون مشغول فعالیت بوده‌است.
از فیلم‌ها یا برنامه‌های تلویزیونی که وی در آن نقش داشته است می‌توان به تنها در خانه ۴: پس گرفتن خانه و آکواریوس اشاره کرد.